# Маргерита Мария Фарнезе
Вижте пояснителната страница за други личности с името Маргерита Фарнезе.
Маргерита Мария Франциска Фарнезе (на италиански: Margherita Maria Francesca Farnese; * 24 ноември 1664, Парма, Херцогство Парма и Пиаченца; † 17 юни 1718, Херцогски дворец в Колорно, пак там) или Маргарита Мария Пармска (на италиански: Margherita Maria di Parma) от рода Фарнезе е чрез брак херцогиня на Модена и Реджо.

## Произход
Тя е най-голямата дъщеря на Ранучо II Фарнезе (*1630, † 1694), херцог на Парма и Пиаченца, и на втората му съпруга Изабела д’Есте (* 1635, † 1666). Нейни дядо и баба по бащина линия са Одоардо I Фарнезе, херцог на Парма и Пиаченца и херцог на Кастро, и Маргарита де Медичи, а по майчина – Франческо I д’Есте, херцог на Модена и Реджо, и Мария Катерина Фарнезе. Има един брат и една сестра:
- Тереза (* 1665, † 1702), бенедиктинска монахиня в манастира „Свети Александър“ в Парма;
- Одоардо II (* 1666; † 1693), наследствен херцог херцог на Парма и Пиаченца, съпруг на Доротея София фон Пфалц

Има един полубрат и една полусестра от първия брак на баща си, както и четирима братя и три сестри от третия му брак, последните от които са и нейни първи братовчеди, сред които Франческо, херцог на Парма и Пиаченца от 1694 г., съпруг на Доротея София фон дер Пфалц, и Антонио, последен херцог на Парма и Пиаченца от фамилията Фарнезе от 1727 г., съпруг на Енриета д’Есте.
Нейната племенница Изабела Фарнезе се омъжва през 1714 г. за испанския крал Филип V.

## Биография
На 2-годишна възраст Маргарита Мария губи майка си, която умира при раждането на по-малкия ѝ брат Одоардо. Овдовелият херцог се жени за трети път. Мащехата на принцесата Мария д'Есте е по-малката сестра на покойната ѝ майка.
През април 1690 г. дворовете на Модена и Парма започват преговори за брака на херцога на Модена и Реджо и Маргарита Мария. Светият престол разрешава този съюз въпреки близките отношения на булката и младоженеца. На 14 юли 1692 г. в Парма Маргарита Мария се омъжва за Франческо II д'Есте, 10-ти херцог на Модена и Реджо, принц на Свещената Римска империя, суверенен принц на Карпи, суверенен принц на Кореджо, господар на Сасуоло. Сватбеното тържество продължава в Сасуоло, където Маргерита Мария пристига придружена от баща си и братята си Франческо и Антонио. В чест на сватбата композиторът Франческо Антонио Пистоки композира ораторията „Страстите на св. Адриан“ (на итал. Il martirio di Sant'Adriano), чиято премиера е в Модена. Чрез брака Маргарита Мария получава титлите на херцогиня на Модена и Реджо, суверенна принцеса на Карпи, суверенна принцеса на Кореджо и господарка на Сасуоло, които държи само две години. Франческо II, страдащ от подагра и полиартрит, умира на 4 септември 1694 г., преди да стане баща. Той е наследен от чичо си, кардинал Риналдо д'Есте, който трябва да напусне църковната си кариера и да продължи династията.
Овдовялата Маргарита Мария се връща в родината си. Подобно на майка си тя умира в Херцогския дворец в Колорно, който е разширен и преустроен от баща ѝ през 1660 г. и служи като лятна резиденция на херцозите на Парма и Пиаченца. Тленните ѝ останки почиват в базиликата „Санта Мария дела Стеката“ в Парма.

## Брак и потомство
∞ 14 юли 1692 в Парма за Франческо II д’Есте (1660 – 1694) от рода Есте, херцог на Модена и Реджо, син на Алфонсо IV, 9-ти херцог на Модена и Реджо, и Лаура Мартиноци, племенница на кардинал Джулио Мазарини, от когото няма деца.